# Темношкірі (фільм)
«Темношкірі» (англ. Coonskin) — американський сатиричний кримінальний фільм 1975 року, написаний і знятий режисером Ральфом Бакши. Фільм відсилає до народних казок про дядька Римуса і сатирично висміює жанр фільмів про експлуатацію теми темношкірих, а також суперечливий на расовому ґрунті фільм Діснея «Пісня Півдня», також адаптований за мотивами народних казок про дядька Римуса. Сюжет фільму розповідає про трьох антропоморфних персонажів Дядечка Римуса, Бр-та Кролика (Br'er Rabbit), Проповідника Лиса (Br'er Fox) та Бр-та Ведмедя (Br'er Bear). Вони піднімаються на вершину організованої злочинності в Гарлемі, стикаючись з корумпованими правоохоронцями, шахраями і мафією, в сатирі на расизм всередині голлівудської кіносистеми і на саму Америку. У фільмі знялися Філіп Томас, Чарльз Гордон, Баррі Вайт і Скэтмен Кроттерс, кожен з яких з'являється як в ігровому, так і в анімаційному виконанні.
Спочатку знятий під назвами «Гарлемські ночі» та «Єнота більше немає…» на студії Paramount Pictures, «Єнот» зіткнувся з суперечками ще до свого виходу в кінотеатральний прокат, коли Конгрес расової рівності звинуватив фільм у расизмі. Коли фільм вийшов на екрани, Брайанстон забезпечив йому обмежений прокат, і він спочатку отримав змішані відгуки. Пізніше фільм «Темношкірі» був перевиданий під назвами «Втеча» та «Вулична бійка», після чого його переоцінили, переосмисливши фільм як засудження расизму, що було задумано режисером, а не як витвір расистської уяви, як стверджували його недоброзичливці. У рецензії «Нью-Йорк Таймс» сказано: «Темношкірі» може стати шедевром Ральфа Бакші". Сам Бакші заявив, що вважає «Темношкірих» своїм найкращим фільмом.

## Сюжет
У маленькому містечку в Оклахомі місцевий проповідник (Чарльз Гордон) читає молитву дітям, а потім проводить для них екскурсію. Приїхавши туди, він знайомиться з Семпсоном (Барі Вайт) і планує визволити їхнього друга Ренді (Філіп Майкл Томас) з в'язниці. Коли вони поспішають до в'язниці, їх зупиняє жінка, яка називає Семпсону ціну. Тим часом Ренді та ще один співкамерник на ім'я Татко (брати Скетмен) тікають з в'язниці і чекають, поки Семпсон і Проповідник допоможуть їм вибратися на волю. Чекаючи на них, Ренді мимоволі слухає розповідь Паппі про трьох хлопців, схожих на Ренді та його друзів. Історія Паппі розповідається в анімації на тлі живих фотографій і відеозаписів.
Брат Кролик (Філіп Майкл Томас), Брат Ведмідь і Проповідник Лис (Барі Вайт і Чарльз Гордон) зустрічаються з шерифом і його помічником, які приїхали як клієнти, щоб дізнатися, що одна з повій — дочка шерифа. Застреливши в люті свого помічника, шериф направив пістолет на Кролика, який кинув ніж, убивши шерифа. Трійця втекла, вирішивши переїхати до Гарлему, «дому кожного чорношкірого». Це призводить до того, що одна жінка розповідає новонародженому історію про Малкольма. Кролик, Ведмідь і Лис зупиняють машину і з'ясовують, що вона не така, якою видається, а також знаходять старого, який копається у смітнику. Вони зустрічають шахрая на ім'я Простий Спаситель, огрядного і фальшивого революційного лідера, який стверджує, що є двоюрідним братом «Чорного Ісуса», і що він дає своїм послідовникам «силу вбивати білих». У яскравій сценічній виставі у своїй «церкві» Спаситель розігрує жорстоке знущання над символами гноблення чорношкірих — зображеннями Джона Вейна, Елвіса Преслі та Річарда Ніксона — перед тим, як попросити своїх парафіян про «пожертви». Кролик і його друзі швидко розуміють, що «революція» Спасителя — це просто афера з метою заробітку грошей, і швидко сперечаються про це, перш ніж піти геть. Кролик відкрито краде значну частину пожертвуваних грошей, що спонукає Спасителя спробувати його вбити. Після того, як Кролик обманює своїх потенційних убивць (перефразовуючи історію про Кролика та кущ шипшини), вони з Ведмедем вбивають Спасителя. Це дозволяє Кролику перебрати на себе рекет Спасителя, поставивши його на чолі всієї організованої злочинності в Гарлемі. Кролик викладає свій план, як утримати всі гроші організованої злочинності в Гарлемі. Але спершу він має позбутися кількох інших опонентів. Колишні партнери Спасителя кажуть Кролику, що приєднаються до нього, але тільки якщо він зможе вбити своїх опонентів, інакше вони вб'ють його замість них.
Спочатку Кролик протистоїть Манагану (Френк де Кова), ідіотському і гомофобному поліцейському і рознощику мафії, який демонструє свою зневагу до афроамериканців різними способами, включаючи відмову митися перед очікуваною зустріччю з ними (він вважає, що вони того не варті). Коли Манаган дізнається, що Кролик брав хабарі, він і його товариші, Рубі (Френк де Кова) і Боббі, ведуть його до нічного клубу під назвою «Бавовняний хвіст». Темношкіра стриптизерка відволікає його, а в його напій кидають кубик цукру з ЛСД. Манаґану, який перебуває під впливом напою, також дають косяк (чи то з марихуаною, чи то з ангельським пилом), а потім втягують у сексуальний зв'язок зі стереотипно жіночним геєм, потім накачують героїном, а потім вдягають у жіночий одяг представниці архетипу мамочки, прикрашеної негритянським макіяжем, і виштовхують у задню частину клубу, де він дізнається, що Рубі і Боббі мертві. Оговтуючись від наркотиків, він у нападі божевілля безладно стріляє з пістолета, і його жорстоко вбиває прибула поліція (яку чи то викликали, чи то сповістили постріли), застреливши одного з офіцерів, що перебував у ступорі. Весь Гарлем святкував смерть Манагана.
Наступною мішенню Кролика стає Сонні (Річард Пол). З'явившись біля нічного клубу Кролика в чорному одязі, що відповідає стереотипам шоу менестрелів, Сонні намагається вбити Кролика, але Ведмідь захищає Кролика, ціною кількох пострілів у нього з боку Сонні. Коли Сонні намагається втекти на своїй машині, Кролик кілька разів стріляє в нього, а потім врізається в стіну і гине від вибуху. Далі події повертаються до Семпсона і Проповідника на заправці, які чекають, щоб заправити машину. Проповідник розлючено б'ється з чоловіком на заправці, але Семпсон рятує його, і вони їдуть далі, але їх зупиняє блокпост, і вони вступають у перестрілку з поліцією. Ренді намагається звільнитися, але Паппі зупиняє його, розповідаючи решту історії. Темношкірий чоловік розповідає про своє життя в Гарлемі, через що Кролик збиває його з ніг. Під час одужання Ведмідь розривається між тим, щоб залишитися з Кроликом чи почати нове життя без злочинів. Ведмідь вирішує розшукати Лиса, щоб порадитися з ним. Прибувши до щойно придбаного Лисом борделю, Ведмідь «одружується» з Перлиною, дівчиною, яку він, Лис і Кролик зустріли під час бою з людьми Спасителя. Тіло Сонні кремують і забирають додому, де його мати плаче над його прахом. Це дає змогу переодягненим, гомосексуальним (і, можливо, інцестним) синам змусити клоуна Маріо повідомити хороші новини Хрещеному батькові (Ел Льюїс), гротескному кримінальному авторитету, який потім розмовляє з Лисом, що залишився позаду. Його дружина намагається вбити Хрещеного батька, щоб помститися за смерть сина, але Маріо вбиває її пострілом.
За порадою Лиса, Ведмідь стає непереможним боксером у важкій вазі на замовлення мафії. Невдовзі Кролику надсилають запрошення на бій проти Ведмедя. Під час бою в лігві Хрещеного батька Кролик створює свою імітацію з дьогтю, що плавиться. Коли Хрещений батько і Мафіозі по черзі наносять удари ножем по «смоляному кролику», вони злипаються. Кролик залишає бомбу поруч з ними, а потім він, Ведмідь, Лис і боксер-суперник вибігають з боксерської арени, коли вона вибухає, випаровуючи Хрещеного батька та його поплічників. Коли вони їхали вулицями Гарлема, Ведмідь сердився, що Кролик і Лисиця все спланували і не сказали Ведмедю про це. Трійця сміялася, знаючи, що все вийшло.
Історія закінчується втечею Ренді і Пеппі з в'язниці за допомогою Семпсона і Проповідника, які нарешті прибувають до в'язниці під обстрілом білих копів, але їм вдається вибратися звідти живими.
Основний сюжет фільму перемежовується анімаційними віньєтками із зображенням білої, білявої, пишногрудої «Міс Америка» (Джессі Веллес), яка уявляється Кролику як уособлення Сполучених Штатів. У кожній з цих коротких сцен вона спокушає чорношкірого чоловіка (що має зображати афроамериканське населення), щоб потім побити або вбити його. У фіналі фільму справжня Міс Америка з'являється як відвідувачка бару Кролика і його палка прихильниця (мається на увазі, що вона закохана в нього).

## Акторський склад
- Філіпп Майкл Томас в ролі Ренді
- Барі Вайт як Сампсон
- Чарльз Гордон як Проповідник
- Скетмен Кройтерс у ролі Пеппі

### Актори озвучення
- Філіпп Майкл Томас в ролі Брата Кролика.
- Барі Вайт як в ролі Брата Ведмедя
- Чарльз Гордон у ролі проповідника Лиса
- Скетмен Кройтерс у ролі старого Кості / Додаткові голоси
- Денні Різ у ролі клоуна Маріо
- Бадді Дуглас у ролі рефері
- Джим Мур у ролі міма
- Ел Льюїс у ролі Хрещеного батька
- Річард Пол у ролі Сонні
- Франк де Кова в ролі Манагана / Рубі
- Ральф Бакши в ролі поліцейського з "Мегафону
- Теодор Вілсон і брати Скетмен у ролі менестрелів
- Джессі Веллс у ролі Марріґольд / Міс Америка

## Виробництво
Під час зйомок «Важкого руху» режисер Ральф Бакші познайомився і миттєво заприятелював з продюсером Альбертом С. Радді під час показу «Хрещеного батька»і запропонував йому «Гарлемські ночі», сатиричну адаптацію оповідання про дядька Римуса. У 1973 році розпочалося виробництво «Гарлемських ночей», дистриб'ютором фільму спочатку була компанія Paramount Pictures (де Бакші колись працював керівником мультиплікаційної студії). Для роботи над «Гарлемськими ночами» Бакші найняв кількох чорношкірих аніматорів, у тому числі художників графіті, в той час, коли чорношкірі аніматори ще не були широко представлені на великих анімаційних студіях. Виробництво завершилося того ж року. Під час виробництва фільм мав кілька назв, зокрема «Гарлемські дні» та «Більше ніякої єнотоподібної шкіри»…

Сцена, висміювання стереотипів чорно шкірих

Єнот використовує різноманітні расистські карикатури від чорношкірих менестрелів і темношкірої іконографії, включаючи стереотипи, що фігурують у голлівудських фільмах і мультфільмах. У книзі "Це експлуатація чорношкірих! Коріння Баадассссс 'Туде (оцінка X від всебічно білого журі) Даріус Джеймс пише, що «Бакші вибльовує іконографічну жовч расистської культури назад в її тупе, роздуте обличчя, витирає підборіддя і посміхається в стилі Брудного Гаррі. […] Він підриває контекст усього голлівудського каталогу расистської чорної іконографії через серію швидких перехресних монтажів оригінальних і привласнених кадрів». У фільмі також представлені однаково перебільшені образи білих південців, італійців та гомосексуалістів. Зображення єврейських персонажів походить від стереотипів, зображених у нацистській пропаганді, зокрема у фільмі «Вічний жид».
У своїй рецензії для The Hollywood Reporter Артур Найт написав: «Фільм „Темношкірі“ не є античорним. Він також не є антиєврейським, антиіталійським чи антиамериканським, хоча всі вони стають жертвами пера злого карикатуриста Бакші так само інтенсивно, як і будь-хто з чорношкірих у його фільмі. Проти чого виступає Бакші, як чітко дає зрозуміти цей фільм, так це проти обманщиків, шахраїв, лицемірів, фальсифікаторів, аферистів та організованої злочинності цього світу, незалежно від раси, кольору шкіри чи віросповідання». Фільм є найбільш критичним у зображенні мафії. За словами Бакші, «я був розлючений героїзацією цих хлопців у „Хрещеному батьку“; Пачіно і Каан зробили таку велику роботу, щоб вони вам сподобалися. […] Одна річ, яка приголомшила мене у фільмі „Хрещений батько“: ось мати, яка народжує дітей, а її чоловік, по суті, вбиває всіх її синів. У „Єнотовій шкурі“ вона мстить, але також отримує кулю. Вона перетворюється на метелика і її розчавлюють. […] Ці [мафіозі] не дають тобі простору».
У кадрах, знятих наживо, беруть участь співаки Барі Вайт і Скэтмен Крозерс, актор і драматург Чарльз Гордон, а також актори Філіп Майкл Томас, Денні Різ і Бадді Дуглас. Томас, Гордон і Вайт також озвучують головних анімаційних персонажів фільму. У фінальних титрах фільму актори були вказані лише за свої ролі в реальному житті, а всі актори, які не з'являлися в кадрі, залишилися без титрів. Серед тих, хто озвучував фільм, був Ел Льюїс, найвідоміший за роллю Дідуся у фільмі «Монстри». Бакші також працював з Ґордоном над фільмом «Важкий трафік» і знову працював з Томасом над фільмом «Ей, гарний хлопчик». У початкових титрах фільму є довгий дубль пісні «Scatman Crothers» під гітару та вокал під назвою «Coonskin No More» («Єнота більше немає»).

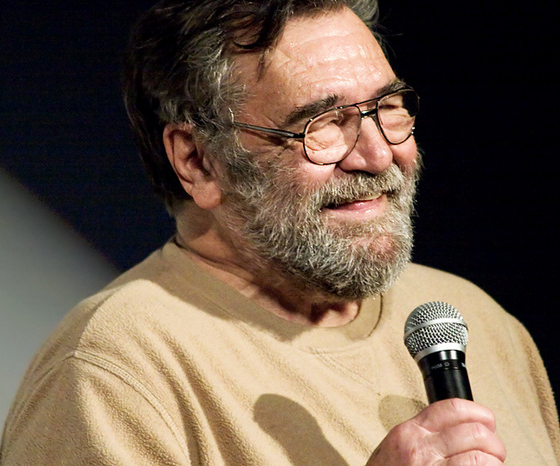
Ralph Bakshi in January 2009

У фільмі «Темношкірі» використано безліч різних стилів художніх робіт, прийомів зйомки та оповіді. Кінокритик Леонард Малтін писав, що «Темношкірі» залишається одним з найбільш захопливих фільмів [Бакші], як візуально, так і концептуально". Даріус Джеймс пише, що «Темношкірі» «читається як народна казка про дядька Рімуса, переписана Честером Гаймсом, з усім сюрреалізмом нігерійського автора Амоса Тутуоли, що базується на мові йоруба». Фільм безпосередньо відсилає до оригінальних африканських народних казок, на основі яких були написані книги про дядька Римуса, у двох сценах, які безпосередньо нагадують історії «Шипшина» та «Смоляне дитя». Письменник і колишній сутенер Айсберг Слім коротко згадується в діалозі Проповідника Фокса, а бої Лістон-Алі — у фіналі фільму, в якому Брата Ведмедя, як і Сонні Лістона, продають мафії. У фільмі також присутній пастиш карикатуриста Джорджа Геррімана та колумніста Дона Маркіза «Арчі та Мехітабель» у монолозі про таргана, який покидає жінку, що його кохає. Бакші заявив, що Герріман, дворасовий американський креол, є його улюбленим карикатуристом.

## Реліз

Для того, щоб здійснити замовне вбивство Брата Кролика, білий мафіозі Сонні маскується під чорношкірого і вдягається в одяг, що репрезентує іконографію шоу менестрелів, і використовує пістолет, захований у банджо.

Коли фільм було завершено, його планували показати в Музеї сучасного мистецтва. Однак Конгрес расової рівності (CORE) оточив будівлю на знак протесту, який очолила Елейн Паркер. Грегг Кілдей з Los Angeles Times взяв інтерв'ю у Ларрі Кардіша, співробітника музею, і Кардіш згадував: «Приблизно на середині фільму з'явилося близько десяти членів CORE. Вони ходили по проходах і були дуже войовничо налаштовані. На мою думку, вони були сповнені рішучості, що фільм їм не сподобається. Очевидно, хтось із їхніх друзів читав сценарій фільму і, на їхню думку, він шкодив образу чорношкірих […] Сесія запитань і відповідей з Бакші, яка відбулася після цього, швидко перетворилася на хаос крику». Історик анімації Джеррі Бек не пригадує жодних заворушень під час показу, але каже, що під час сесії запитань і відповідей лунали расистські вигуки, і розмова з Бакші була перервана. «Це не було схоже на божевільню, але для Музею сучасного мистецтва це було трохи дико».
Після показу фільму члени CORE пікетували будівлю кінотеатру «Парамаунт» у Нью-Йорку. Елейн Паркер, голова гарлемського відділення CORE, виступила проти фільму в січні 1975 року. Вона сказала Variety, що фільм «зображує нас як рабів, шахраїв і повій. Як на мене, це расистський фільм, і дуже образливий». Лос-Анджелеський осередок CORE зажадав від Paramount не випускати фільм, стверджуючи, що він «вкрай неприйнятний для чорношкірої спільноти». NAACP написала листа, в якому описала фільм як складну сатиру, але підтримала його.

### Новий дистриб'ютор
За іронією долі, через два тижні після прем'єри фільму дистриб'ютор збанкрутував.  Фільм «Темношкірі» вийшов в обмежений прокат, його рекламували як фільм про експлуатацію негрів. Роджер Еберт писав у своїй рецензії на фільм:
За словами режисера, «Темношкірі» — це фільм про чорних і для білих, а реклама — за чорних і проти білих. Назва фільму спочатку мала на меті зруйнувати расові стереотипи своєю відвертістю, але тепер у рекламі йдеться про те, що герой і його друзі вийшли на вулицю, щоб «змусити людину припинити називати їх єнотовою шкірою». Первісний дистриб'ютор фільму, компанія Paramount, відмовилася від нього під тиском чорношкірих груп.  […] «Темношкірі» провокативна, оригінальна і заслуговує на краще, ніж бути проданою як те, чим вона не є.
У статті 1982 року, опублікованій у «The Village Voice», Керол Купер писала: «Темношкірі» була витіснена з кінотеатрів введеною в оману меншістю, більшість з яких ніколи не бачили фільму. Пікетів CORE біля штаб-квартири Paramount у Галф і Вестерн, а пізніше кількох димових шашок, кинутих у переповнені бродвейські театри, було достатньо; власники кінотеатрів були залякані, а вторинний дистриб'ютор, Bryanston, не зміг замовити фільм".

## Original Paramount Cut discovery
У 2023 році італійський YouTuber 151eg, намагаючись віднайти втрачений італійський дубляж фільму, зв'язався з приватним колекціонером і придбав касету VHS. Касета VHS містила оригінальну версію фільму з додатковими 20 хвилинами порівняно з загальнодоступною версією. Це була, по суті, версія Paramount, яка ніколи не виходила на екрани через протести. Її можна переглянути на каналі 151eg або на сайті archive.org.

## Оцінка
Початкові відгуки про фільм були змішаними. Журнал «Playboy» сказав про фільм: «Бакші, здається, додав до нього всього потроху, але не може зібрати все докупи». Рецензія, опублікована в The Village Voice, назвала фільм «витвором скаліченої руки і паралізованого розуму». Артур Купер писав у Newsweek: «[Бакші] не має особливої прихильності до чоловіків чи жінок — чорних чи білих». Зрештою, позитивні рецензії з'явилися в «Нью-Йорк Таймс», «Голлівуд Репортер», «Нью-Йорк Амстердам Ньюз» (афроамериканська газета) та інших виданнях, але фільм провалився в прокаті. Річард Едер з The New York Times писав: «[Темношкірі] може стати його шедевром […] приголомшливо успішна спроба використати незвичну форму — мультиплікацію та живу дію разом — щоб передати галюцинаційне насильство і розчарування американського міського життя, особливо життя чорношкірого міста […] лірично насильницьке, але жодним чином не експлуатує насильство». Variety назвав фільм «жорстокою сатирою з вулиць. Не на будь-який смак […] не авангардна. […] Цільова аудиторія — молодь, яка читає комікси в підземеллях». Рецензент The Los Angeles Herald Examiner написав: «Безумовно, це декого обурить, і справді, це не Дісней. Мені сподобалося. Діалог, який він, очевидно, породив — якби не перешкоди в касових зборах — здається надзвичайно здоровим».
Стенлі Кауфманн з The New Republic писав: «Темношкірі — це недосконалий, але запеклий маленький витвір мистецтва, на високому рівні творчої енергії та з деякими дотиками блиску».

## Спадщина
Пізніше «Темношкірі» була перевидана під назвою «Втеча», але успіху не мала. У 2003 році Інтернет-кінокритики поставили фільм на 97 місце серед найкращих анімаційних фільмів усіх часів."Темношкірі" була випущена на VHS компанією Academy Entertainment наприкінці 1987 року, а пізніше компанією Xenon Entertainment Group у 1990-х роках під назвою «Вулична бійка». Реліз 1987 року містив застереження: «Попередження: Цей фільм є образливим для всіх!».
У 2010 році Shout! Factory оголосила, що «Темношкірі» вийде на DVD у листопаді 2010 року, маючи намір випустити його зі зворотною обкладинкою з обома назвами фільму, але реліз було скасовано через юридичну проблему, пов'язану з правом власності на фільм, яку було вирішено з випуском DVD від Xenon у 2012 році. Реліз 2012 року став першим офіційним домашнім відео з оригінальною назвою фільму. У вересні 2012 року Бакші включив анімацію з «Єнота» до нового короткометражного фільму «Крапля за краплею», який критикує кандидата в президенти від Республіканської партії Мітта Ромні.